# کیت ماگووان
کیت ماگووان (به انگلیسی: Kate Magowan) (زاده ۱ ژوئن ۱۹۷۵) بازیگر انگلیسی است.
از فیلم‌های معروف او می‌توان به بازی در فیلم گرد ستاره، الفی هاپکینز و مکانی برای تنها مردن اشاره کرد.